# 天台宗

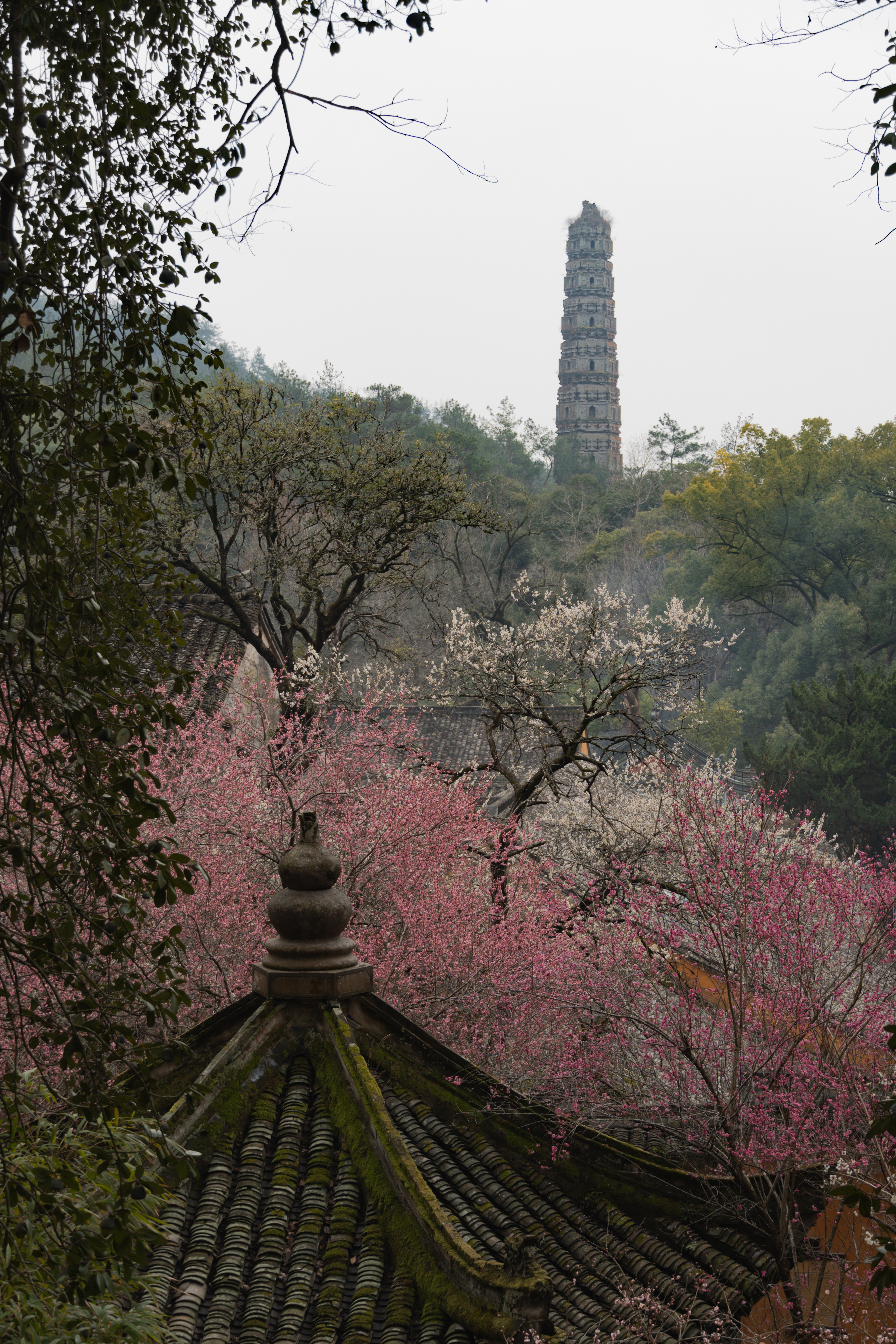
天台山国清寺

天宗為漢傳佛教宗派之一，始於南北朝末期，是漢傳佛教中最早一個由本地僧人所創立的本土性宗派。因其實際開創者智顗大师常駐浙江天台山說法，故稱天台宗。以《妙法蓮華經》為其根本經典，又被稱為法華宗。因为该宗注重止觀修行，又称止觀宗。因為它重視佛教教理的研究，同時結合了止觀的實際修行，以「教觀雙美」而聞名。中國天台宗祖庭在浙江天台山國清寺。湖北玉泉寺和寧波延慶寺、觀宗寺亦為傳播天台教法的重要道場。宋朝之後，天台宗在中國衰弱，多數門徒歸於禪門。
日本僧人最澄於9世纪初將天台宗传至日本，盛極一時。在日本佛教成為一個很重要的宗派，並引入密教修法，稱為台密。日本天台宗總本山為比叡山延曆寺。

## 概論
天台宗与禅宗、华严宗都是由中國本土佛教論師在中國開創，被認为最具中国特色的三大佛教宗派。天台宗的最大特色在于“教观总持”当初智顗为魏晋南北朝末年北朝僧侣注重禅修，南朝的僧侣重视学习经论；智顗在南方北方都有参学因此合并南北佛教的优点。在汉传佛教大乘八宗之中，华严、法相、三论诸宗偏于教义理论的发挥；禅、净、律、密诸宗偏于观行实践的进取。天台宗讲究将“教观”两者发挥到极致并圆融一体。
天台宗学统上承九祖：龙树、慧文、慧思、智顗、灌顶（章安大师）、智威、慧威、玄朗、湛然。實際立宗開創者為智顗，他的著作為天台宗宗義的根據。根據荊溪湛然的《止觀義例》，天台一家教門所用義旨，是以《妙法莲华经》為宗骨，《大智度论》為指南，《大般涅槃经》為扶疏，《大品般若经》為觀法。智顗所作的《法華玄義》、《法華文句》、《摩訶止觀》，被稱為天台宗的三大部。
9世纪初，日本僧人最澄将此宗传到日本，在平安时代（784～1192），与真言宗并列发展，史称“平安二宗”。13世纪由此宗分出日莲宗。当今，日本天台本宗、日莲宗都很兴旺，而日莲宗在20世纪又分出几个新兴教派。

## 歷史
天台宗的始祖，據章安灌頂《摩訶止觀》序中的說法，可分為金口傳承與今師傳承二系：金口傳承始於釋迦牟尼，大迦葉受法後一系傳承，至師子，其弟子末田地與商那和修二師同時，依《付法藏因緣傳》在印度共傳承24祖。今師傳承，始於《付法藏因緣傳》中13祖龍樹，至慧文、慧思，加上立宗者智顗，共四師。但是由龍樹至慧文之間的傳承世系不明。
唐朝荊溪湛然另外提出九師傳承說法，列出明、最、嵩、就、監、慧六師，隨後為慧文、慧思、智顗。但是前六師的事蹟不明。北宋宗鑑《釋門正統》中，在慧文之前，列出明最、神最、嵩多、就多、鑒多、慧多六師，這六師都是行小乘禪觀，但事蹟不詳，是前後相承關係。但南宋志磬《佛祖統記》認為這六師都是同時代的人，非前後相承。
日本最澄的天台宗教脈傳承中，在龍樹與慧文之間，列入鳩摩羅什與善慧大士。
各項記載中，都推崇慧文為天台初祖，但因為他沒有著作傳世，除了他生活在北齊時代，其餘事蹟不詳，實際的教學也不詳。

## 教理

### 性具善惡說
天台宗主張「如來不斷性惡，一闡提不斷性善」。他們認為，佛陀並沒有把性惡斷除，只是不受性惡影響，正如同一闡提惡性眾生，仍然具備性善，只是性善沒被發揮。

### 判教思想
由於印度佛教長時期的發展，形成大、小乘等不同的派別和經論，形成龐雜的關係。在魏晉南北朝期間，由西來譯僧逐漸翻譯出來，中國佛教徒面對內容有別、思想分歧的大、小乘經典，因而產生判教思想。而天台宗的判教，有「五味教 」、「化儀四教」及「化法四教」。

#### 五味教
五味教是將佛法，判釋為深淺不同之五味，從牛出乳味為《華嚴》頓說佛道；酪味為《阿含》、《俱舍》教人破見、思煩惱，漸為開解；生蘇味為《淨名》彈偏折小，歎大褒圓，一音說法隨類各解，見聞不同；熟蘇味為三乘俱學《般若》，二乘取證寂滅；醍醐味為《法華》開權顯實，皆令成佛道，《涅槃》捃拾眾生，具談佛性。

#### 化儀四教
化儀四教是如來為了適應各類眾生根器而設的教化軌道，分為「頓」、「漸」、「秘密」、「不定」。

#### 化法四教
化法四教是如來為了適應各類眾生程度而設的教化範圍，分別為「藏」、「通」、「別」、「圓」。

### 主要修行方式
止观者，止是禅定之胜因，观是智慧之由藉，谓若能成就二法，自然定慧圆明也。。止属于定，观属于慧，止观就是修習定慧的意思。是天台宗的主要修行方式。

### 天台忏法
智者大师所撰的忏仪著述主要有四本：《法华三昧行事运想辅助仪礼〈法华经〉仪式》（法华三昧忏仪）、《方等三昧行法》（方等忏法）、《金光明忏法》、《请观世音忏法》，这是天台宗忏法的依据。同时，故智者大师以天台忏法确立了中國佛教懺法門的組織模式。

### 歷代禪師主張
1. 慧文禅师：多用覺心，重觀三昧、滅盡三昧、無間三昧。於一切法，心無分別。
2. 慧思禅师：多如「隨自意」、「安樂行」。
3. 智者大师：用「次第觀」如「次第禪門」，用「不定觀」如「六妙門」，用「圓頓觀」如「大止觀」；要項涵蓋一心三觀、三谛圆融、十如是、一念三千、五时八教、性具善恶（与华严性起善恶区别）六即佛等等。

## 天台宗（中國）
- 北齊慧文：禪師。依從龍樹《大智度論》修行禪法。
- 南嶽慧思（515年－577年），天台宗二祖。从慧文禪師受禪法，著《法華安樂行義》、《諸法無諍三昧法門》和《隨自意三昧》等，並撰有〈立誓願文〉。
- 天台智顗（538年－597年），天台宗（或称“法華宗”）的实际创始人，以《法華經》为中心兼取《涅槃經》[19]，輔以龍樹的《大智度論》及《中論》。著有《法華玄義》、《法華文句》、《觀心論》、《摩訶止觀》、《小止觀》、《法華三昧行法》、《法界次第初門》等著作。
- 章安灌頂（561年－632年），智顗大師之徒。他整理出天台三大部，在天台宗教義確立上有重大貢獻。著有《大般涅槃經玄義》、《大般涅槃經疏》、《觀心論疏》等著作。
- 永嘉玄覺（665年—713年），遍探三藏，精天台止觀法門，常冥禪觀，為左溪玄朗之友，著有《永嘉集》。曾四處遊方，至韶陽謁慧能問道。
- 荊溪湛然（711年－782年），著有《止觀輔行傳弘決》、《法華玄義釋籤》、《法華文句疏記》等，解釋智顗之著作。又著有《止觀大意》、《止觀義例》、《始終心要》等作大綱式的講述。
- 興道道邃 (?)，荊溪湛然的弟子，日本僧最澄（日本天台宗和台密創立人）向其請學。

會昌法難（845）以降，唐末五代戰亂不休，教典散失。至宋初遣使向日本、朝鮮請回教典，爾後四明知禮復興天台教學。知禮圓寂後的山家派，分為神照系（神照本如）、廣智系（廣智尚賢）、南屏系（南屏梵臻），與禪宗、淨土多有交融。
- 四明知禮（960年－1028年）：從「螺溪傳教院」寶雲義通學習天台教觀，為山家派代表人物。
- 慈雲遵式 (964年-1032年)：從「螺溪傳教院」寶雲義通學習天台教觀，力倡往生西方淨土、懺法。
- 淨覺仁岳 (992-1064)  曾師事四明知禮十餘年，後放棄山家派觀點，力倡山外，自成一派，為後山外派代表人物。
- 從諫慈辯 (1036-1110)，南屏梵臻的弟子，高丽僧义天（韓國天台宗創立人）向其學習天台教觀。

明中葉時，不見有專門弘揚天台教學的僧人。至晚明，幽溪傳燈開創天台宗高明寺一系的傳承。後來，蕅益智旭靈峰一派的後人，與杭州辯利院（同源於高明寺）天台一系往來，承繼天台宗法脈。其餘的天台傳承，因文獻缺失而不明朗。
- 幽溪傳燈（1554年－1627年），一生專修《楞嚴經》耳根圓通，晚年期心淨土
- 蕅益智旭（1599年－1655年），明末四大高僧之一，極力倡導將禪、淨、律等諸宗融入於天台教觀之中，以淨土為究竟歸宿，以天台教觀為修證指南。
- 諦閑古虛（1858年－1932年），第四十三代教觀總持。

國共內戰後，天台宗法脉的传承者，如觉光法师從中國大陸至香港避難，在香港建立新寺廟觀宗寺，位于香港粉嶺火車站旁，至今仍在活動。大陸改革开放後，有香港天台宗法師返回中國大陸传播天台思想。除此之外，香港湛山寺亦属天台宗。如今，天台宗在中國大陸，新加坡，馬來西亞，臺灣，日本，韓國以及美國都有發展、傳承。

## 台灣天台宗
台灣天台宗有日本與漢傳兩個傳承，日本天台宗的傳入早於漢傳天台宗。
日本天台宗：日治時代明治44年（1911年），以比叡山延曆寺為總本山的天台宗來台灣布教。不屬於八宗十四派的天台宗修驗道也相繼前來布教。天台宗在基隆設立法王寺，並在各地設立布教所。戰後，日籍僧人皆被遣回日本，法脈斷絕。
漢傳天台宗：漢傳天台宗在戰後從中國大陸與英屬香港始傳入台灣，法脉延续到现今。
- 斌宗法師師從靜權法師，在新竹古奇峰創法源寺。[21]
- 䁱雲法師師從倓虛法師，在石碇大崙創慈蓮苑。

## 日本天台宗
延曆23年（804年），最澄入唐，師從道邃、行滿學習天台宗教義；次年，返國創立日本的天台宗。日後，圓仁（慈覺大師）、圓珍（智証大師）等數多知名僧侶輩出。
日本天台宗的正式名稱是“天台法華圓宗”，或“法華圓宗”、“天台法華宗”。古時常單以“法華宗”稱之。又有日蓮宗、日蓮法華宗、正福寺日蓮法華宗，都曾以“法華宗”自稱，分立後，為避免混淆，都不單以“法華宗”相稱。
此宗融入了包含法華宗、密宗、禪宗、淨宗的要素，尤其密宗，故稱天台密宗、台密。

### 天台密教（台密）
和真言宗的密教「東密」相對，天台宗的密教稱為「密」。日本天台宗和中國天台宗的不同之處，在於中國天台宗並未導入密教、也不包含密教。

### 四宗兼學
最澄所開的日本天台宗是繼承智顗的學說、以法華經為中心，同時也包含禪、密、戒、念佛的要素，在性格上已異於中國天台宗。延曆寺亦稱為四宗兼學的道場。

### 所依
- 法華經
- 涅槃經
- 大品經
- 大智度論

### 主要寺院（寺格）

#### 日本天台宗（山門派）
總本山
- 比叡山延曆寺（滋賀縣大津市）

門跡寺院（皇家寺院）
- 滋賀院（大津市）
- 妙法院（京都市東山區）
- 魚山三千院（京都市左京區）
- 青蓮院（京都市東山區）
- 曼殊院（京都市左京區）
- 毘沙門堂（京都市山科區）

大本山
- 關山中尊寺（岩手縣西磐井郡平泉町）
- 日光山輪王寺（栃木縣日光市）
- 東叡山寬永寺（東京都台東區）
- 定額山善光寺大勸進（長野縣長野市）

別格本山
- 毛越寺（岩手縣西磐井郡平泉町）
- 瑞國海岸山觀音寺（宮城縣氣仙沼市）
- 正覺山蓮前院安樂寺（茨城縣常總市）
- 狹山山不動寺（埼玉縣所澤市）
- 浮岳山昌樂院深大寺（東京都調布市）
- 北向山常樂寺（長野縣上田市）
- 寶積山光前寺（長野縣駒根市）
- 龍谷山水間寺（大阪府貝塚市）
- 書寫山圓教寺（兵庫縣姬路市）
- 六鄉滿山兩子寺（大分縣國東市）

#### 天台寺門宗
- 總本山 長等山園城寺（三井寺）（滋賀縣大津市）

#### 天台真盛宗
- 總本山 戒光山西教寺（滋賀縣大津市）

#### 其他天台系宗派
聖觀音宗　
- 淺草寺（東京都台東區）

和宗
- 四天王寺

本山修驗宗（寺門派系）
- 聖護院（京都市左京區）

金峯山修驗本宗
- 金峯山寺（奈良縣吉野郡吉野町）

淨土真宗遣迎院派
- 遣迎院（京都市北區）

妙見宗
- 本瀧寺（大阪府豐能郡能勢町）

## 高麗天台宗
吳越王錢弘俶遣使高麗，諦觀（체관，?-970）應吳越王之請，攜天台教典來華。後投螺溪義寂門下，著《天台四教儀》。
宋元豐八年（1085年），高麗王子義天（1055－1101）來華學習天台、華嚴宗義；元祐元年（1086年），攜經書返高麗。高麗肅宗二年（1097年），於「開城國清寺」(개성 국청사)開講天台教觀。

## 天台宗的继承和发展
天台宗的傳法世系，歷史上曾有《台宗源流》、《台宗世系》、《指源集》、《世系源流》等著作。
高明寺百松真覺大師演派六十四字：
| 真傳正受，靈岳心宗。一乘頓觀，印定古今。念起寂然，修性朗照。如是智德，體本玄妙。因緣生法，理事即空。等名為有，中道圓融。清淨普徧，感通應常。果慧大用，實相永芳。 |

真覺大師又衍表行偈六十四字為名號：
| 大教演繹，祖道德宏。立定旨要，能所泯同。功成諦顯，了達則安。萬象海現，孰分二三。初門悟入，化法遂行。己他益利，究極彰明。源深流遠，長衍紀綱。百千之世，恆作舟航。 |

- 无情有性
- 梁肃
- 著作流传海外与回流
- 山外与山家之争
- 台净合流

## 参看
- 天台山
- 天台座主
- 日蓮宗

## 研究書目
- Brook Ziporyn著，吳忠偉譯：《善與惡：天台佛教思想中的遍中整體論、交互主體性與價值吊詭》（上海：上海古籍出版社，2006）。
- 釋慧嶽著, 《天台教學史》（彌勒出版社，1983）

## 外部連結
- （繁體中文）華梵大學天台宗網頁
- （繁體中文）天台宗法脉源流初探 (上)
- （繁體中文）天台宗法脈源流初探（中） （页面存档备份，存于）
- （繁體中文）天台宗法脈源流初探 (下) （页面存档备份，存于）
- （繁體中文）高明講寺與近世天台宗的法脈傳承 （页面存档备份，存于）